# Biserica Sfântul Ilie din Chișinău
Biserica „Sfântul Prooroc Ilie” din Chișinău a fost un vechi lăcaș de cult din Chișinău, ridicat la începutul secolului al XIX-lea. A fost demolat de autoritățile sovietice în anul 1960.

## Istoric
A fost ridicată între anii 1806 și 1808, pe locul altei vechi biserici, de lemn, ridicată la mijlocul secolului al XVIII-lea. Lăcașul a fost sfințit la 20 iulie 1809, și ținea de Eparhia Romanului. Lângă biserică se afla și un stâlp de piatră (piatră memorială), ridicat de un anume Ștefan Nour. Pe această coloană erau enumerate numele persoanelor care au suferit din raidul tătar din 1781 asupra Chișinăului. Primul paroh al bisericii a fost numit preotul Vasile Bobeico sau Bobeică.
În înregistrările jurnalului rus „Церковные ведомости” („Știri bisericești”) din anii 1812-1813, se constată că biserica a fost „clădită în anul 1808, având ziduri de piatră, acoperită cu șindrilă, cu vas, veșminte și cărți îndestulătore”, de asemenea se menționează că slujeau trei preoți și un diacon, ceea ce denotă importanța lăcașului pentru târgul Chișinăului din acea epocă. Biserica avea o formă de corabie, tipică vechilor biserici din secolul al XVII-lea. Clopotnița bisericii avea 4 clopote, turnate ulterior la Moscova, cel mai mare având greutate de 480 de kg.
În anul 1855, alături de biserică s-a deschis o piață, cunoscută ulterior ca „piața Ilinskaia” (de la numele bisericii), fiind cea mai mare piața din oraș pe parcursul următorului secol. A fost închisă la mijlocul secolului trecut.
Edificiul a supraviețuit celui de-al doilea război mondial, cu toate că o mare parte a orașului a avut de suferit în urma retragerii trupelor sovietice în iulie 1941. În anii 1958-59, Arhiepiscopul Chișinăului și a Moldovei Nectarie (Grigoriev), a încercat să prevină demolarea biserii, trimițând o serie de scrisori Patriarhul rus Alexei. Cu toate acestea, la 4 martie 1959, Consiliul de Miniștri al RSSM a exclus biserica din lista monumentelor de arhitectură. Сonform planului general al Chișinău din 1951, se planifica continuarea străzii Gogol (în prezent str. Mitropolit Bănulescu-Bodoni). În anul 1960 a avut loc demolarea lăcașului, sub conducerea Secției de Arhitectură a Comitetului Executiv Orășenesc, condusă de arhitectul Feodor Naumov. 
În anul 2019, pe locul edificiului a fost ridicat un monument în memoria fostului lăcaș.

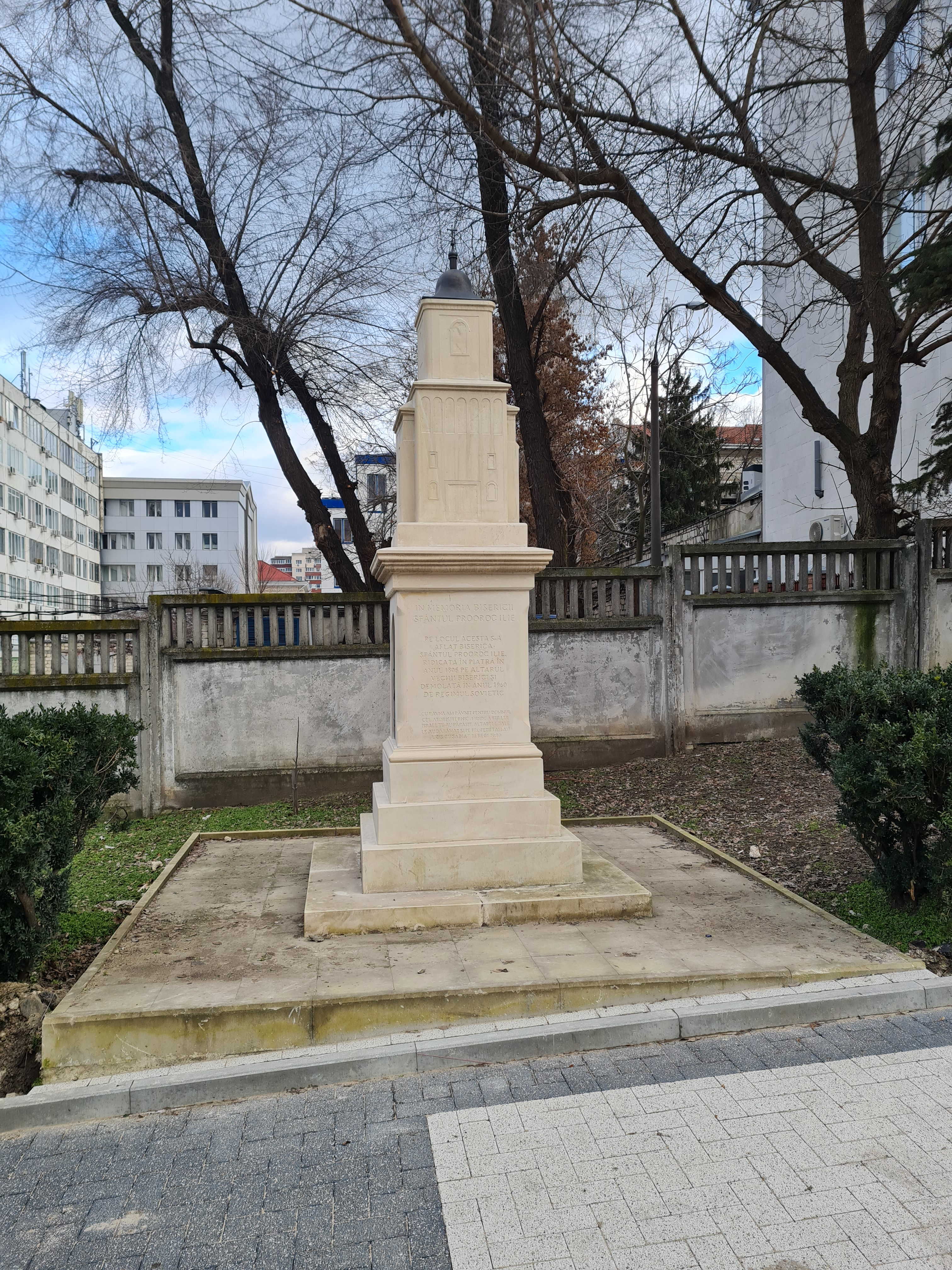
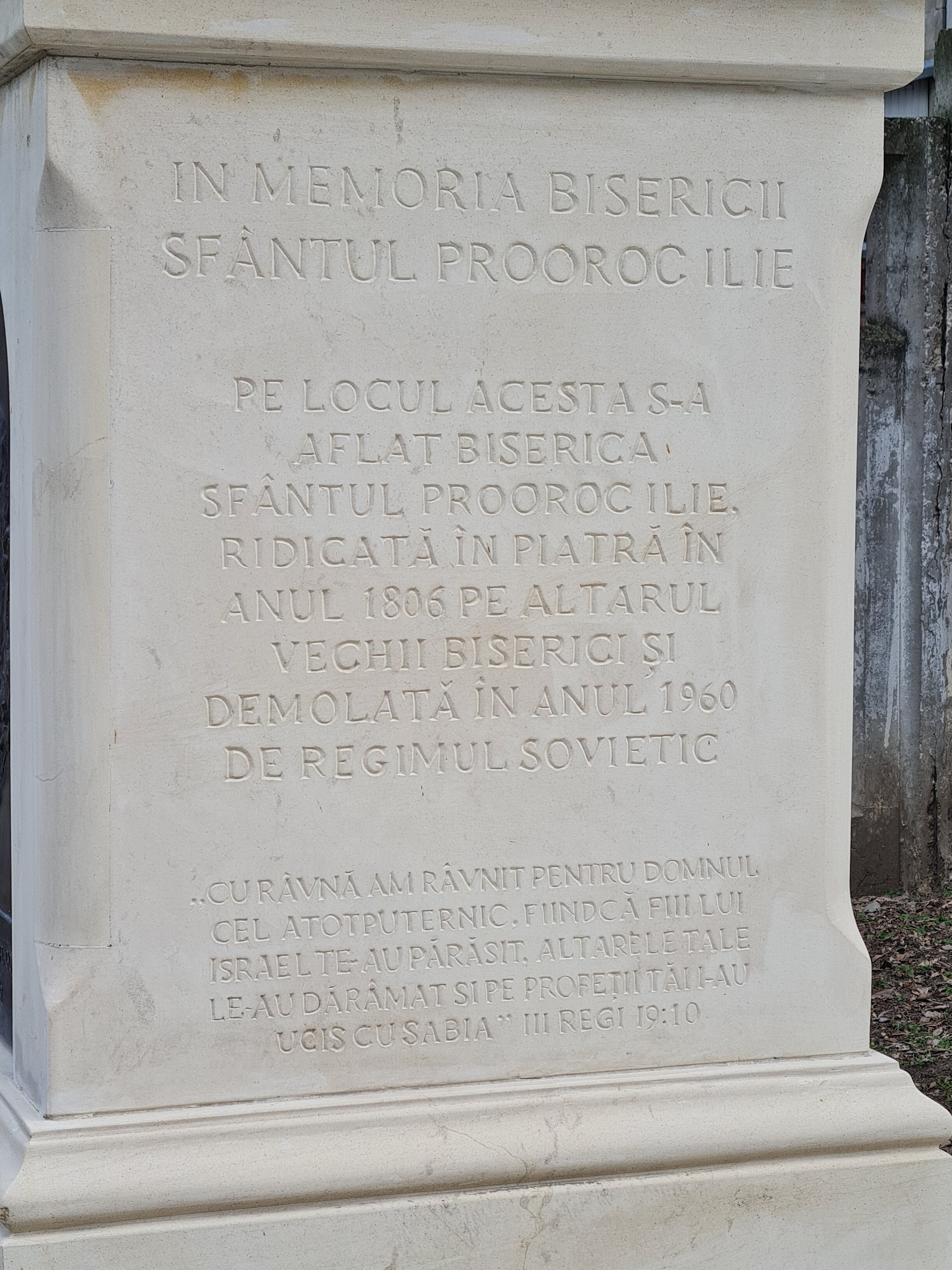